# Château des Crozes
Ne doit pas être confondu avec Château de Croze.
Pour les articles homonymes, voir Croze (homonymie).
Le château des Crozes est une demeure qui se dresse sur la commune de Frontenaud (71580), dans le département de Saône-et-Loire, en région Bourgogne-Franche-Comté. 
C’est en 1875 que Monsieur Jules Logerotte entame la construction à Frontenaud en Saône-et-Loire du château de Crozes. Le chantier s’étendra jusqu’en 1884 et donnera naissance à l’un des édifices les plus remarquables de son époque. 
Son style singulier généreusement décoré de détails ornementaux lui vient directement de l’abondante inspiration de son architecte Monsieur François Dulac. Ses archives ont permis de retracer la chronologie du chantier et une centaine de dessins des plans rendent compte du haut niveau de précision attendu par le créateur. 
À l’intérieur du château, les boiseries, les placards, les cheminées et les parquets ont été longuement travaillés. De grandes fresques représentant la famille Logerotte ainsi que des scènes historiques ou mythologiques ornent les murs des différents salons.

## Galerie

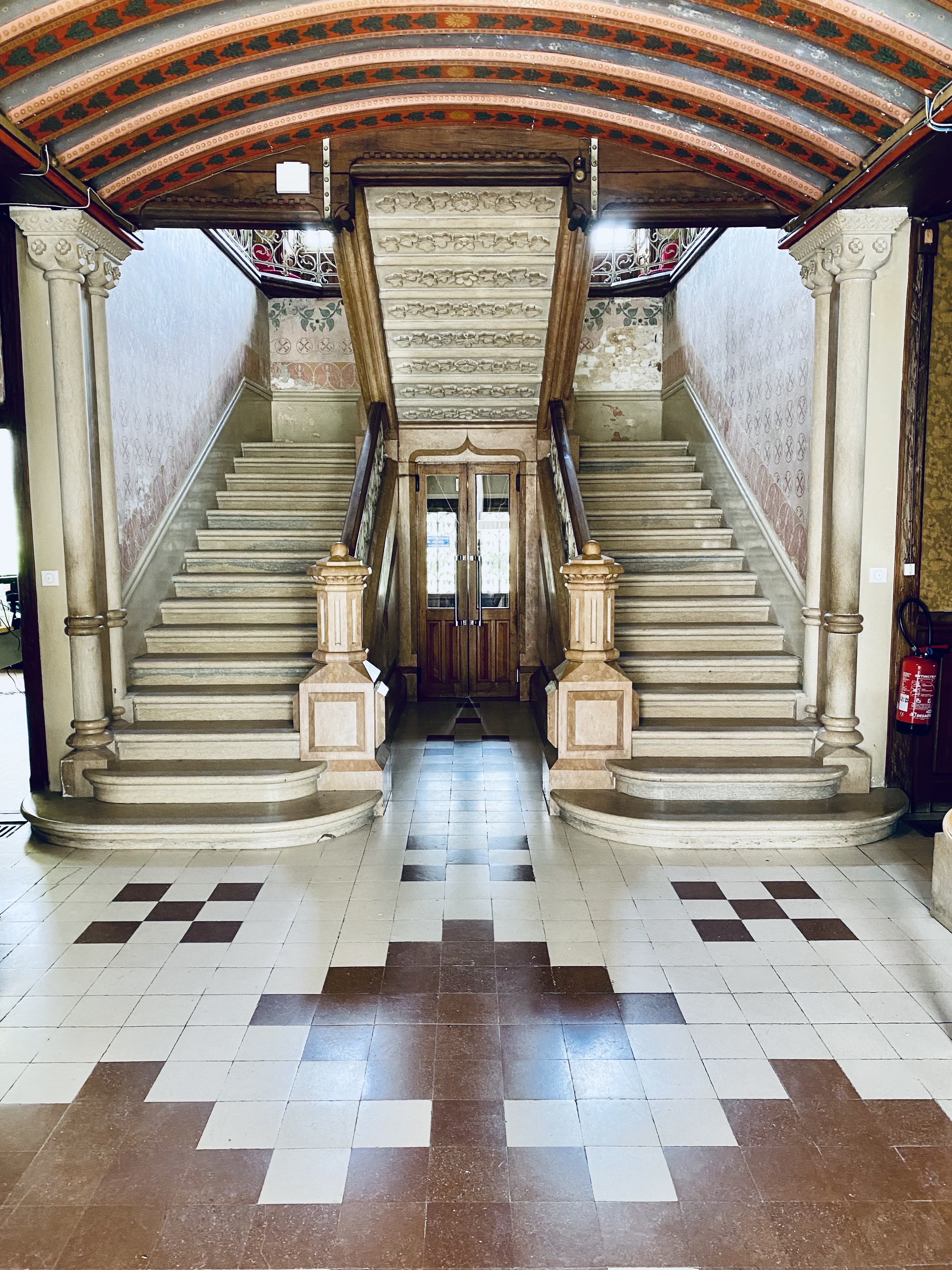
Le grand escalier du château des Crozes
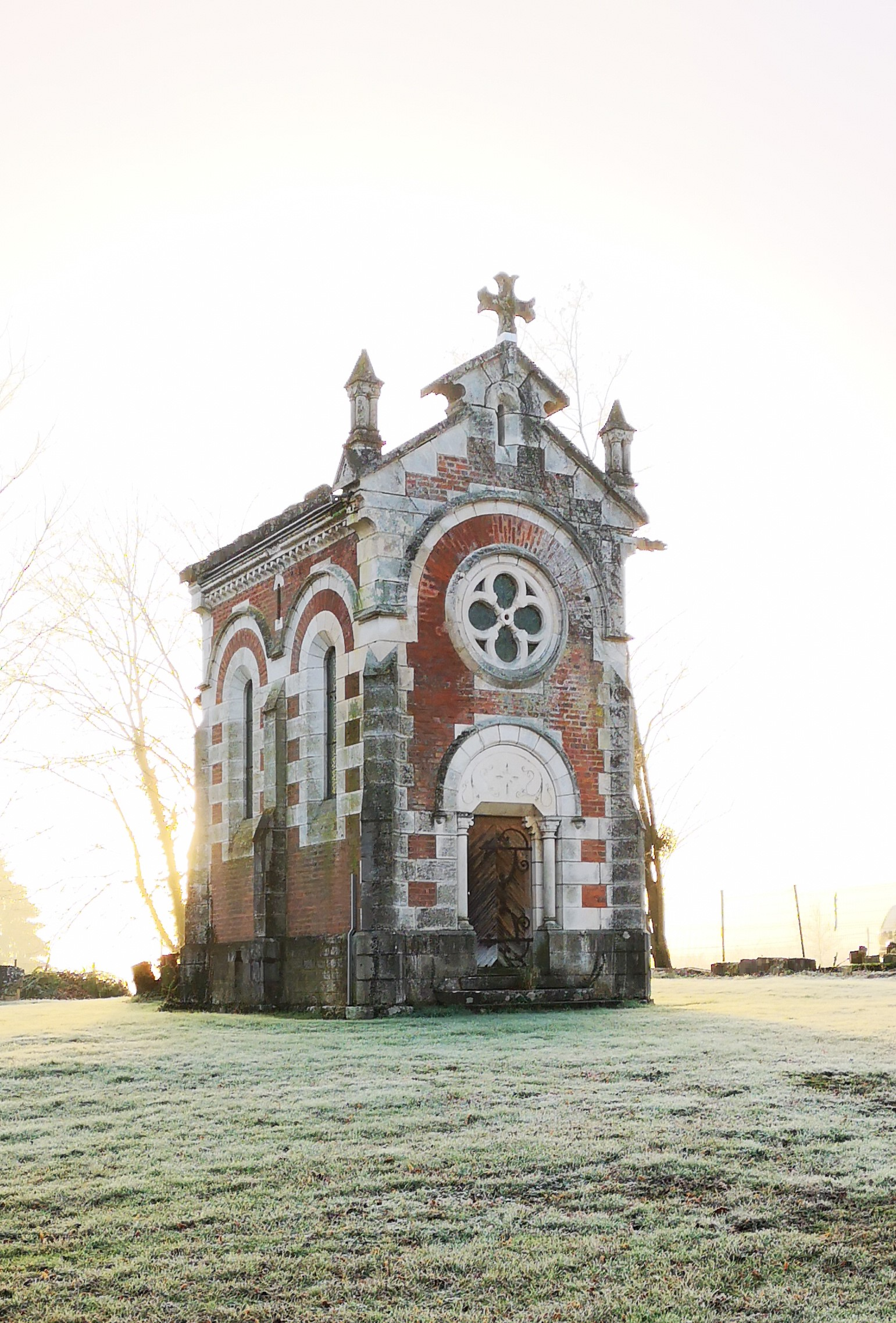
La chapelle du château des crozes